# 北陸学院小学校
北陸学院小学校（ほくりくがくいんしょうがっこう）は、石川県金沢市三小牛町にある私立小学校である。

## 概要
1学年あたりの生徒数は15名程度。例年、卒業生の半数程度が系列の北陸学院中学校に進学する。

## 沿革

### 経緯
北陸学院小学校は、1885年（明治18年）にアメリカ人宣教師メリー・K・ヘッセルが金沢女学校を創設した後、1886年（明治19年）にヘッセルとフランシナ・E・ポートルにより英和小学校として設立されたのがその始まりである。
その後、1903年（明治36年）の文部省令変更により小学校は廃校となったが、1961年（昭和36年）、北陸学院幼稚園と共に北陸学院小学校として再興した。1968年（昭和43年）には三小牛町に移転し、現在に至る。

### 年表
- 1884年 - アメリカ人キリスト教宣教師メリー・K・ヘッセルによる私塾が開学する。
- 1885年 - 金沢女学校が開校。
- 1886年 - ヘッセルとポートルにより英和幼稚園とともに英和小学校が開校。
- 1889年 - 英和小学校が金沢区下本多町に移転。
- 1903年 - 文部省令変更により英和小学校が廃校。
- 1961年 - 北陸学院小学校が金沢市飛梅町で開校。
- 1963年 - 柿木畠に移転。
- 1968年 - 金沢市三小牛町に移転。
- 2017年 - 新校舎竣工。

## 教育方針
1. キリスト教による心の教育
2. 豊かな人間性の育成
3. 基礎学力の充実

## 制服
制服のデザインは、男子については金沢市内の他の小学校の標準服とほぼ同じだが、女子の吊りスカートは水色である（金沢市内の他の小学校の多くは紺色の吊りスカートを指定）。

## 放課後特別クラブ

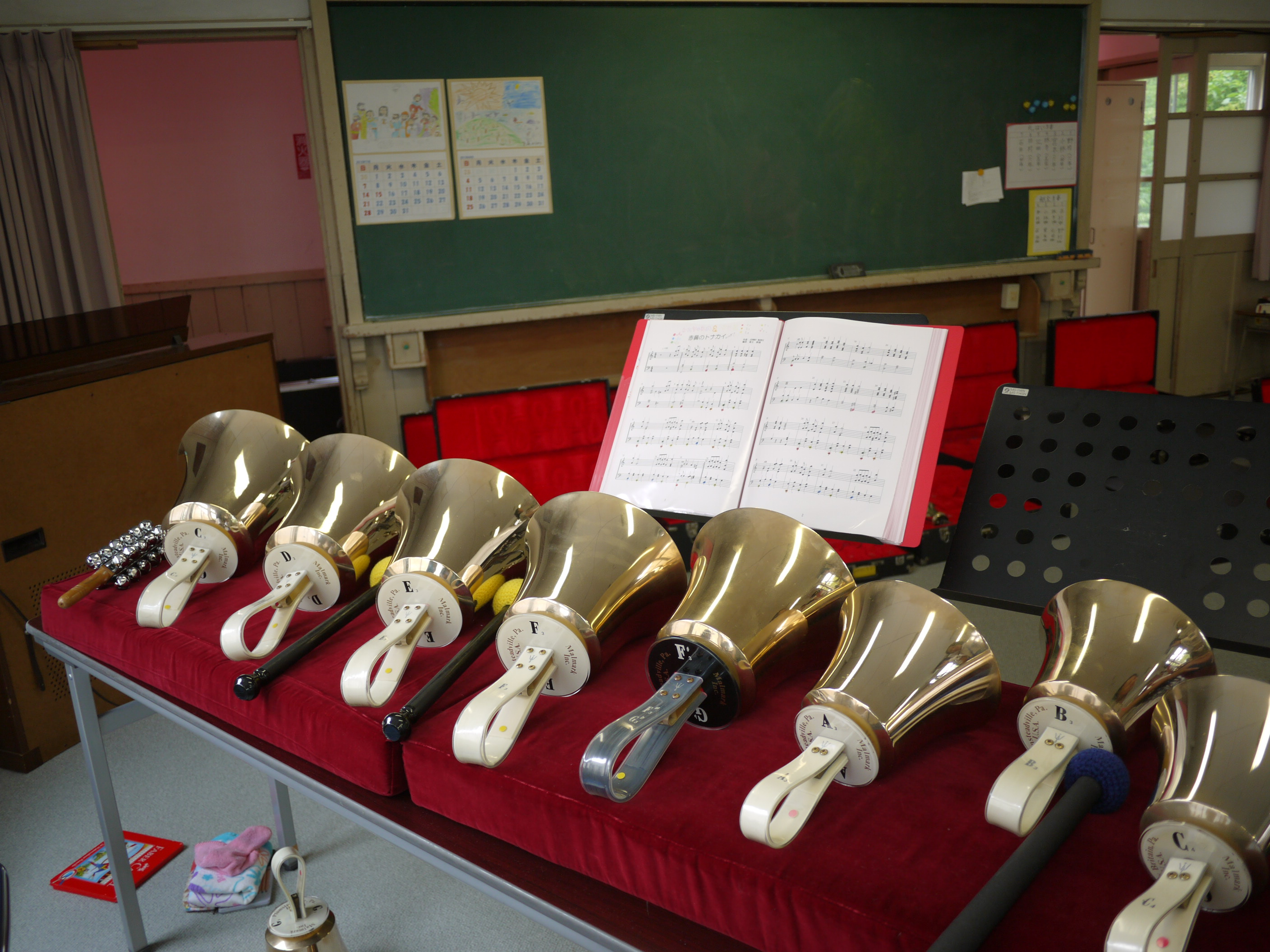
ハンドベル

放課後に週１回行われるクラブ活動が３つあり、希望者が参加する。夏休み期間には特別練習が行われる。 
- ハンドベルクラブ

４年生以上の児童が加入できる。毎年クリスマスシーズンには白いガウンを着て、刑務所・特別支援学校・幼稚園など各施設で演奏をする。12月末の大和香林坊店のアトリオステージ（市民広場）でのクリスマスコンサートが毎年の恒例である。
- サッカークラブ

3年生以上の男子、5年生以上の女子が入部することができる。毎年夏に、滋賀県にある姉妹校の近江兄弟社小学校との交流合宿が行われている。
- 伝承文化クラブ

3 年生以上の児童が活動する。三味線や太鼓だけでなく、ささらやこきりこなどの楽器演奏や、童謡や民謡などの歌を学ぶ。金沢市民芸術村など学校の外部でも大勢の人々の前で発表する機会が年に数回ある。

## 交通アクセス
- 金沢駅より北陸鉄道バス（北陸学院大学行き）「北陸学院大学」バス停下車。

### 著名な出身者
- さがゆりこ（タレント）